# Tragopogon pusillus
Tragopogon pusillus là một loài thực vật có hoa trong họ Cúc. Loài này được M.Bieb. miêu tả khoa học đầu tiên năm 1819.